# Бешамель
Бешаме́ль (фр. béchamel, также белый соус) — базовый соус на основе ру (термически обработанная смесь муки и жира, используется как загуститель) и молока. Употребляется в качестве соуса ко многим блюдам европейской кухни, а также основы для различных соусов. Применяется, в частности, при приготовлении суфле и лазаньи.
Создан на основе сливочного соуса основателем высокой кухни в Версале — королевским поваром Франсуа де Ла Варенном, и посвящён гофмейстеру при дворе Людовика XIV Луи де Бешамелю.